# おばけの行進曲
『おばけの行進曲』（おばけのこうしんきょく）は、さもなー（sam113）によって2003年12月25日にフリーウェアとして公開されたアクションゲーム。敵キャラクターに憑依してその体を操作できるシステムが特徴の2Dジャンプアクションゲームであり、最新版はver.1.03（2004年1月20日）となっている。なお本作の続編にあたる『おばけの行進曲 10th』については後述する。

## 概要
人間の世界を征服しようとする「おばけ帝国」の皇帝おばけパパを止めるため、皇子であるおばけキッドが「おばけ城」に向かうというストーリーになっている。主人公である操作キャラクターのおばけキッドはは敵に憑依する能力があり、憑依している間はその敵の能力をも操ることができる。憑依中にダメージを受けると、通常時のライフに相当するソウルパワーの代わりにスタミナが減少し、これがすべてなくなると憑依は強制的に解かれる。
作者であるさもなーは、本作について「新感覚の2Dアクションゲーム」であると述べており、「損得勘定抜きに、ただ素直に真正面からぶつかって」制作し、19年分の想いを込めた「渾身の一作」であるとしている。制作にあたって一番苦労した点としてグラフィックをあげており、「それぞれのキャラクターに『らしい動き』をさせるのに」苦労したと述べている。そしてプログラムやサウンドなどの技術は「ほとんど一から」勉強したため、完成までに膨大な時間がかかったとも述べている。Readmeによると、制作を始めたのは2002年4月であるという。
なお、さもなー（sam113）による作品としては、2002年1月のインターネットコンテストパークにおいて金賞を受賞した『天使の絵本 -THE FABLES ALTER-』や、2010年公開の『EdiFighter』などがある。公式サイトでは「作品の二次利用は、ご自由にして頂いて構いません」と表明していた。

## 評価
ベクターの「新着ソフトレビュー」では、「軽快なBGMに乗って、テンポよくプレイできる楽しいゲーム」と評されており、キャラクターのかわいいデザインについても評価されている。そして「ジャンプが苦手な人にはちょっと手強いかもしれない」が、「隠しゾーンや隠しアイテム、ルートの枝分かれなど、さまざまな工夫が凝らされている」作品であると評されている。
ふりーむ!の記事においても、ほのぼのとした雰囲気の作風やかわいらしいキャラクターについて評価されており、操作方法も簡単で「全体的にうまくまとまっている」と評されているが、「ちょっとステージの内容がマンネリしがち」であるとも評されている。 
『タダで楽しむ!最強ゲーム100 Windows』（インフォレスト）においても、かわいいキャラクターや簡単な操作について評価されており、「種類の多い敵キャラや、独自の『憑依システム』などを巧みに活かした作品」であると評されている。
『WindowsXP World』（IDGジャパン）では、ユーモラスな雰囲気の作品と評されており、「ステージごとにさまざまな特徴があり、隠しゾーンなども用意されている」ため、「じっくりやり込みたい人にもお勧めできる」としている。
本作はふりーむ!のFREE GAME AWARDS 2004においてノミネートされている。また『タダで楽しむ!最強ゲーム100 Windows』の読者アンケートでは5位となっており、「シンプルで飽きない」作品であることが評価されたという。『Free Games』（晋遊舎）では、「フリーゲームの中でも多くのプレイヤーに愛されてきたゲーム」を紹介するコーナーとされる「キング・オブ・フリーゲーム」のACT編において言及されている。

## 10th
『おばけの行進曲 10th』は、2015年3月26日に『おばけの行進曲』の続編として公開された2Dジャンプアクションゲーム。前作から10年経過した「おばけ帝国」を舞台とする作品になっている。
窓の杜のコーナー「週末ゲーム」では、「序盤はアクションが苦手な人でも気軽にゲーム世界を楽しめて、クリア後にはハードなやり込み要素が満載というゲームバランスは実に秀逸」と評価されている。作風については「全体的にコミカルにまとめられている」とされており、また「最も評価したいのは、プレイの自由度の高さ」とも評されている。同年の窓の杜大賞においてノミネートされた。